# The Engineer's Revenge
The Engineer's Revenge è un cortometraggio muto del 1914. Il nome del regista non viene riportato nei credit del film, interpretato da Clarence Elmer e Justina Huff.

## Produzione
Il film fu prodotto dalla Lubin Manufacturing Company.

## Distribuzione
Distribuito dalla General Film Company, il film - un cortometraggio di una bobina - uscì nelle sale cinematografiche USA il 9 gennaio 1914.